# Kurpark Oberlaa

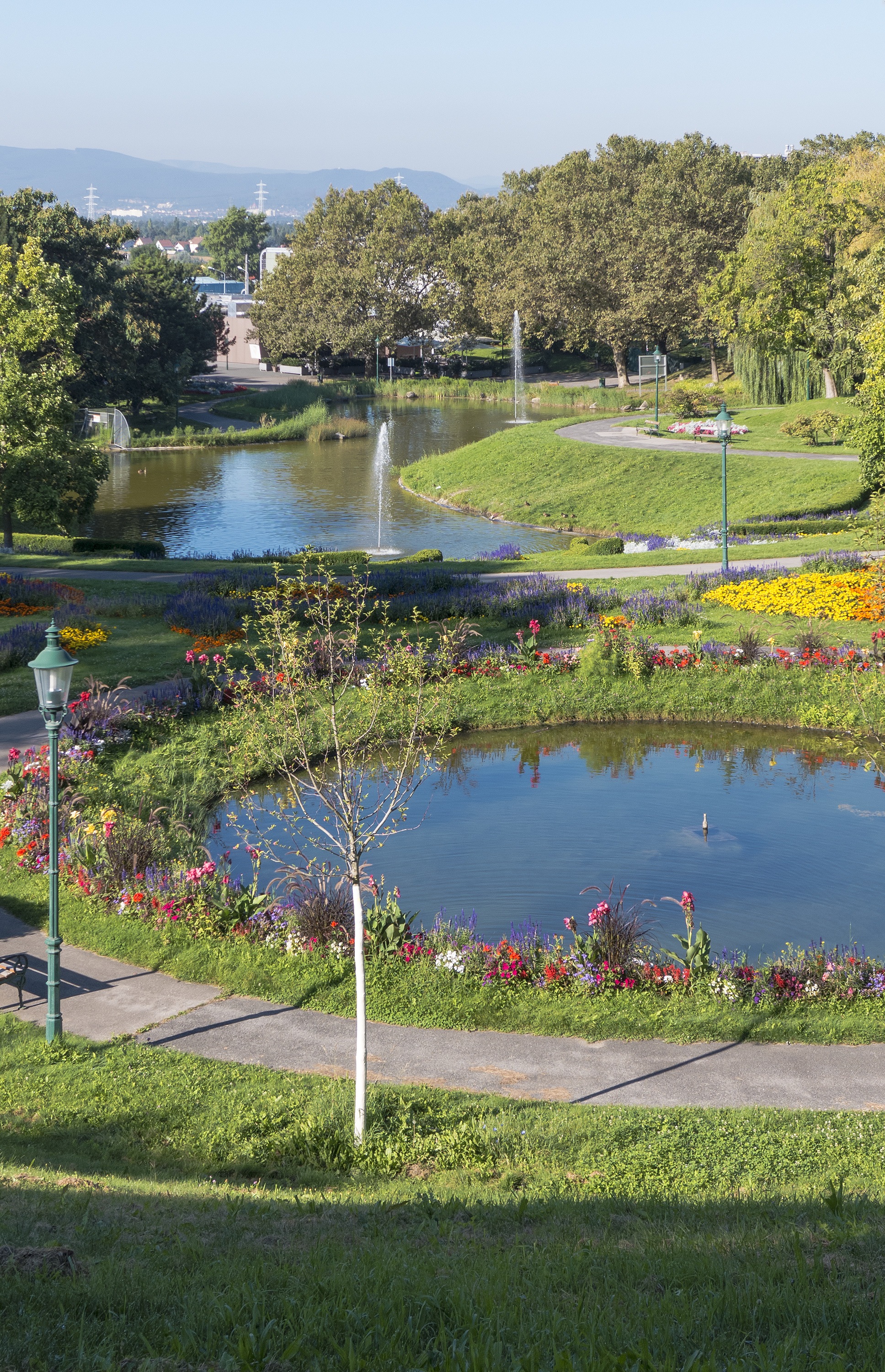
Kurpark Oberlaa

Der Kurpark Oberlaa ist eine Parkanlage im 10. Wiener Gemeindebezirk Favoriten, am Südosthang des Laaer Berges bei Oberlaa. Seine Fläche beträgt rund 608.000 m².
Gartenbaudenkmale, Wegsysteme und künstliche Bodenformationen stehen unter Denkmalschutz.

## Geschichte

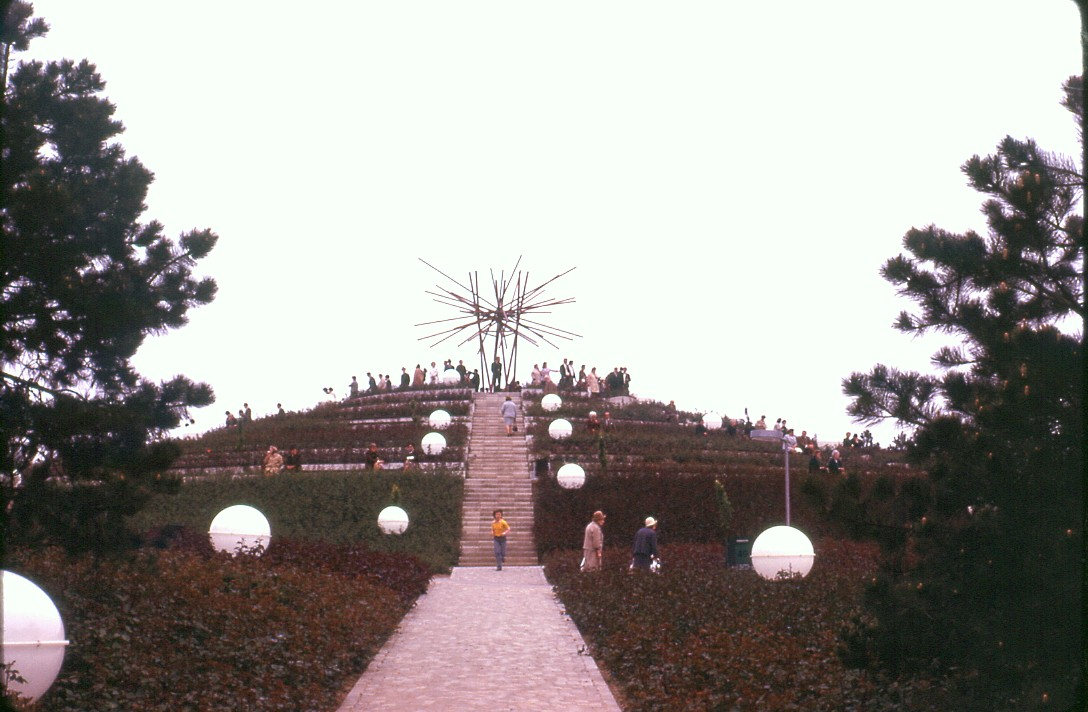
WIG 74 im Jahr der Eröffnung

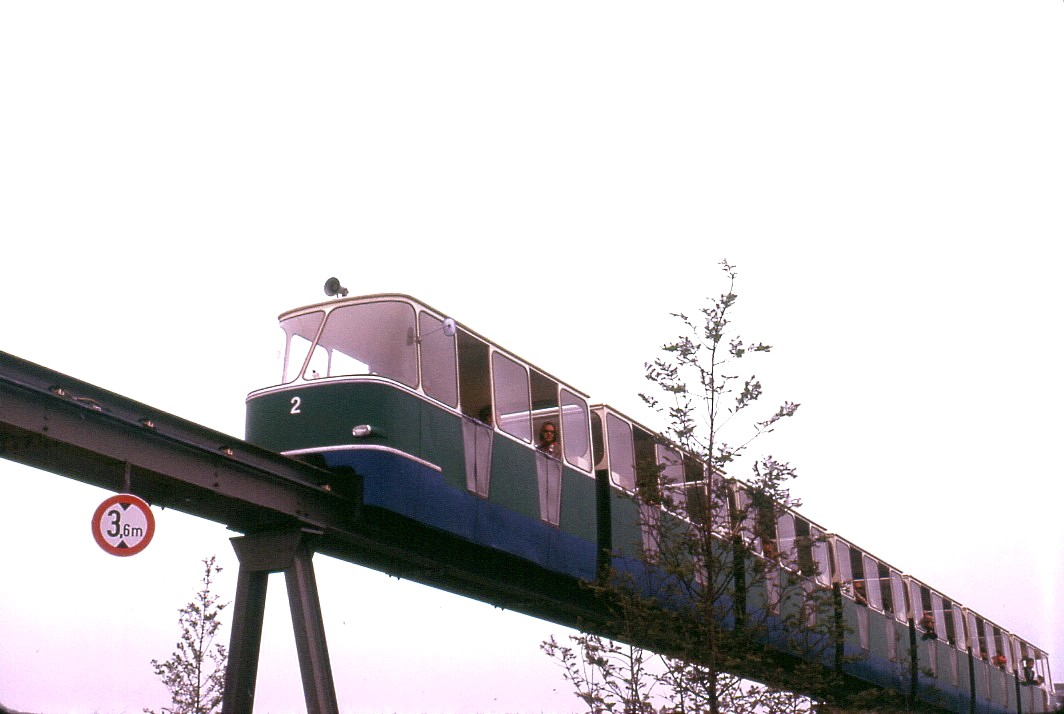
Einschienenbahn 1974

Nach dem großen Erfolg mit der „Wiener Internationalen Gartenschau 1964“ (WIG 64) im Donaupark im 22. Wiener Gemeindebezirk, wollte der Wiener Gemeinderat eine neuerliche Durchführung einer internationalen Gartenschau in Wien. Das ehemalige Ziegel-Areal am Südosthang des Laaer Bergs, das auch als Drehort von Monumentalfilmen der Stummfilmzeit gedient hatte, wurde durch Zukauf von Gärtnereigelände und von Weingärten arrondiert. Es bot sich als idealer Ort für das Projekt und die damit verbundene Errichtung einer Großgrünanlage an. Bereits seit 1969 gibt es bei den Oberlaaer Schwefelquellen einen Kurbetrieb. Nach einem international ausgeschriebenen Wettbewerb, den der Frankfurter Gartenarchitekt Erich Hanke 1969 für sich entscheiden konnte, wurden Arbeitsgemeinschaften von Landschaftsarchitekten aus verschiedenen Staaten gebildet. Bei der Planung und Umsetzung wurden die besten Entwürfe aller Projekte vereint.
Die „Wiener Internationale Gartenschau 1974“ (WIG 74) wurde mit 2,6 Millionen Besuchern ebenso wie ihre Vorgängerin im Donaupark ein großer Publikumserfolg. Das Presseecho war zum Teil allerdings äußerst kritisch. Bekannte Architekten wie Gustav Peichl und Roland Rainer hätten eine Durchgrünung der Innenstadt vorgezogen, Rainer vermisste eine simple Fußballwiese. Eine im Park verkehrende Einschienenbahn erwies sich als Fehlinvestition und musste nach einigen Jahren abgebaut werden, ein daran anschließender Vergnügungspark zeigte sich von Anfang an defizitär. Die übrige Parkmöblierung erwies sich, wie auch im Fall des Donauparks, als nur begrenzt überlebensfähig. Dies betraf unter anderem den "Utopischen Garten".
Ende 1974 wurde das Areal der Gartenschau schließlich in eine öffentliche Parkanlage umgewandelt, die breiten Zuspruch erhält. Weitere internationale Gartenschauen wurden allerdings von Wien nicht ausgerichtet, und der Trend der Folgejahre ging eher weg vom pflege- (und kosten-)intensiven Schaugrün zur naturnahen Gestaltung, wie im Bereich Erholungsgebiet Wienerberg.

## Themenbereiche

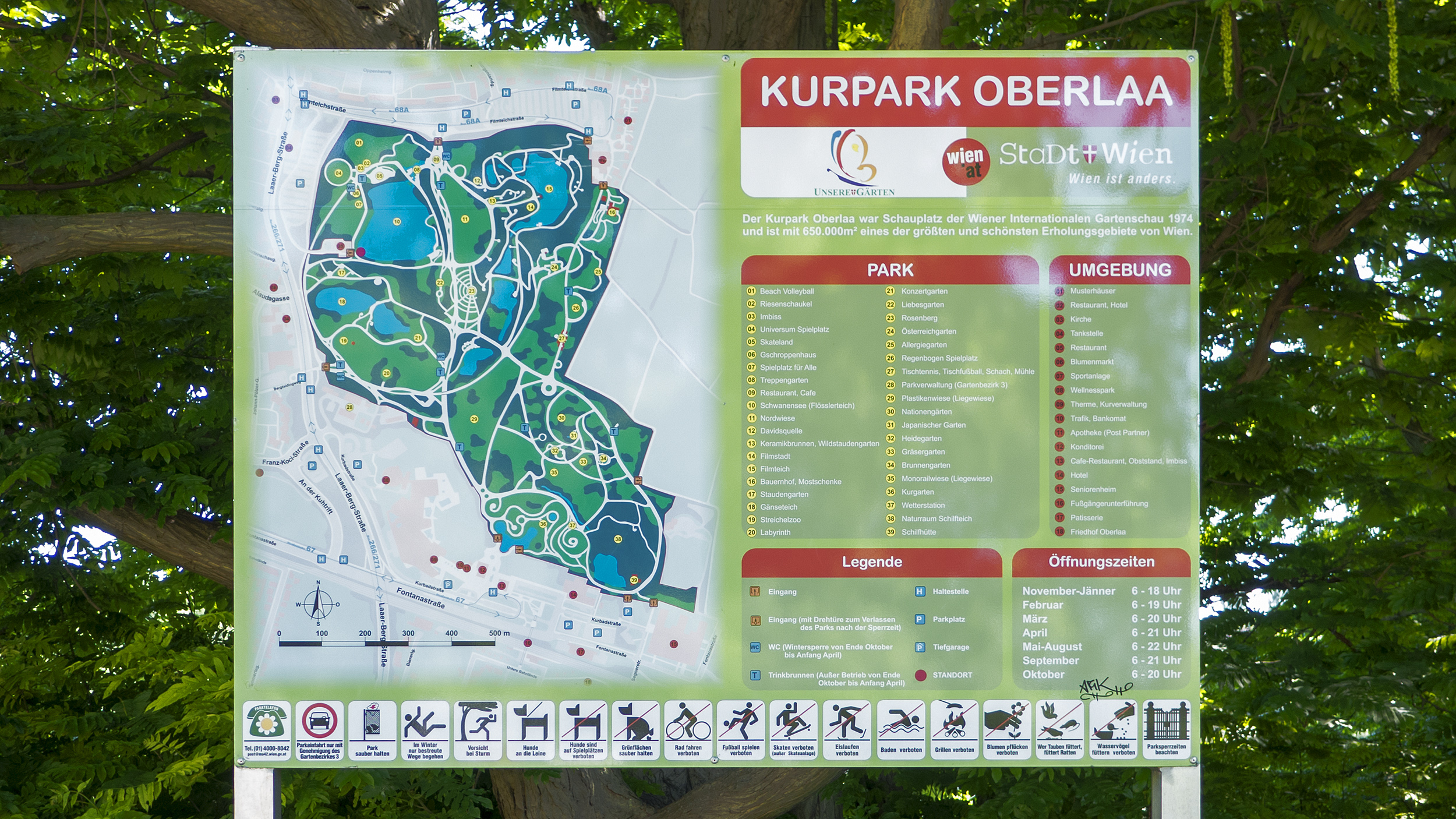
Plan des Kurparks

Der Kurpark Oberlaa ist in verschiedene Themenbereiche unterteilt, um den Besuchern verschiedene Erholungsräume zu bieten.

### Allergiegarten
Auf einer „Allergie-Info-Meile“ kann man vor den jeweiligen Pflanzen angebrachten Schautafeln die verschiedenen Pollenflugzeiten, die Verbreitungsräume und weitere botanische Informationen entnehmen.

### Barocker Brunnengarten
Dieser Brunnengarten ist eigentlich der ehemalige „Deutsche Nationengarten“, er wurde 2001/2002 reaktiviert und mit vielen zum Teil historischen Brunnen, einem Bach, Staudenbeeten und einigen Sitzmöglichkeiten ausgestattet.

### Blumenlabyrinth
Das im Durchmesser 18 m große Blumenlabyrinth wurde 2004 angelegt. Es wurde jenem bei Schloss Hellbrunn nachempfunden, bietet allerdings nur einen Weg und lässt keine Entscheidungsmöglichkeiten zu. In Wien gibt es noch ähnliche Einrichtungen, so zum Beispiel einen Irrgarten in Park des Schloss Schönbrunn und das Schmetterlingslabyrinth im Florarium.

### Filmstadt
In der Filmstadt wurden in den 1920er-Jahren bekannte Stummfilme des Filmstudios Sascha Filmindustrie gedreht, darunter die Monumentalfilme Sodom und Gomorrha und Die Sklavenkönigin. Im Sommer werden jedes Jahr diese Produktionen in einem Open-Air-Kino im Kurpark aufgeführt.

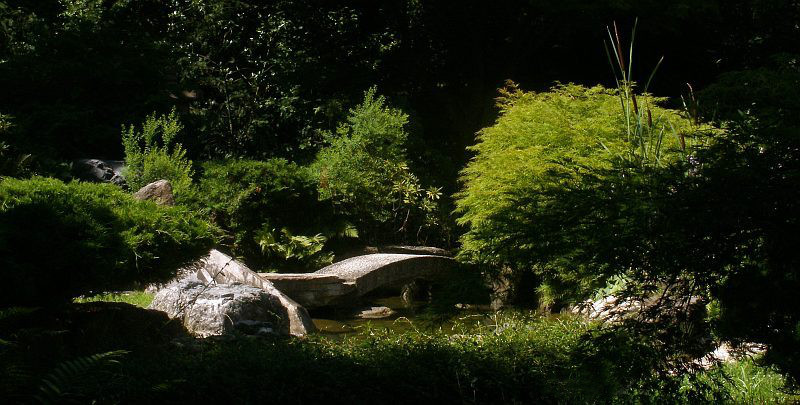
Steinbrücke im Takasakipark

### Japanischer Garten
Der Takasakipark war der japanische Nationalbeitrag anlässlich der WIG 1974. Eingerichtet wurde er nach den Plänen des Architekten Kunsaku Nakame. Nach der WIG wurden viele der National-Beiträge wieder entfernt, allerdings setzte sich die Stadt Takasaki für die Wiedererrichtung dieses Beitrages ein und in den 1990er-Jahren wurde er unter der Leitung des Architekten Ikeda Tadashi rekonstruiert.

### Liebesgarten
Der Liebesgarten wurde ebenfalls aus Anlass der WIG errichtet und mit romantischen Bänken, Schaukeln und Lauben bestückt. Alle ursprünglich verwendeten Metalle wurden 2001 gestrichen und der Garten wurde mit ausschließlich weißblühenden Sommerblumen, Stauden, Rosen und Sträuchern ausgestattet. Viele Hochzeitspaare lassen sich hier fotografieren.

### Das Skateland

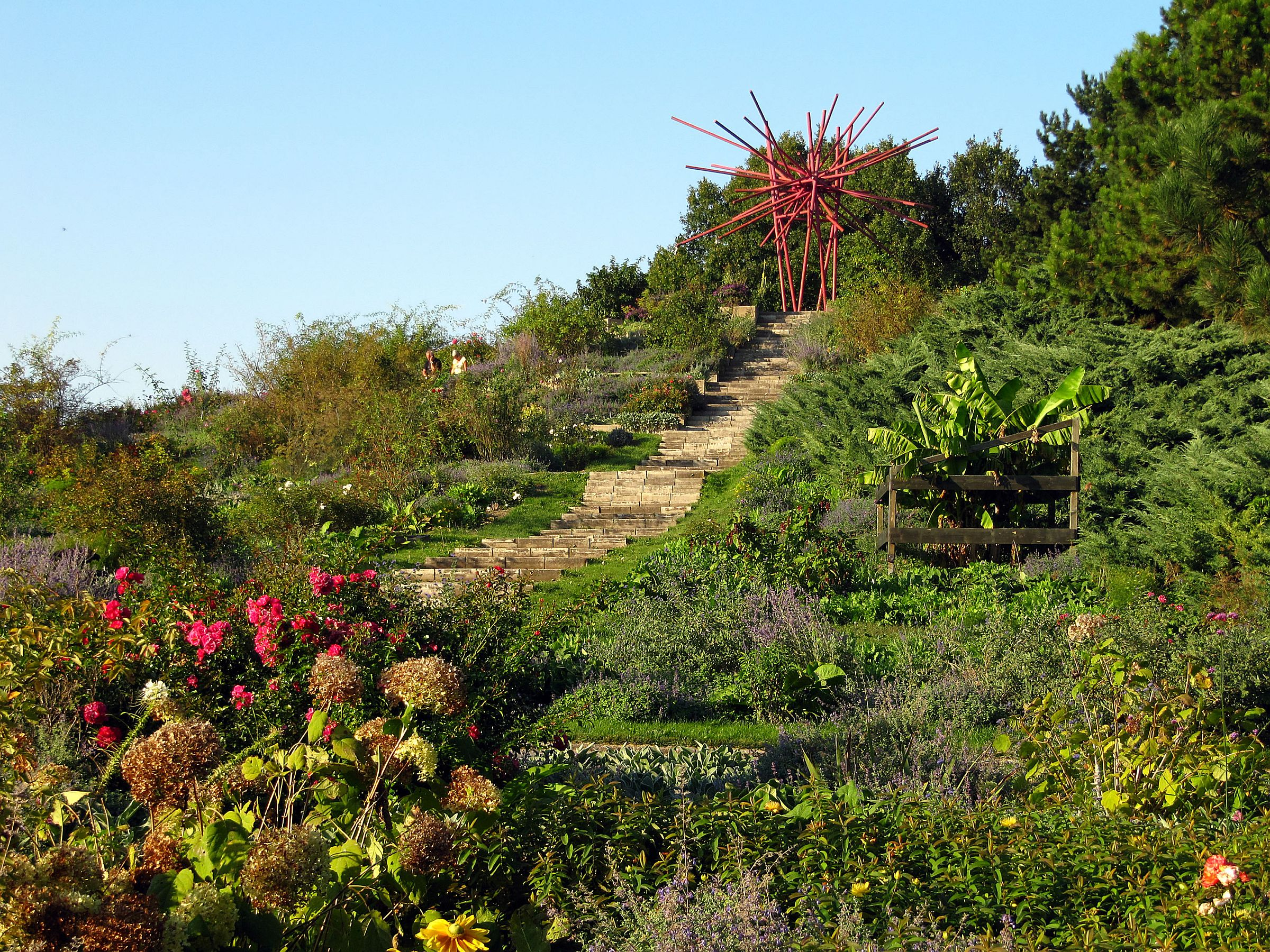
Skulptur am Rosenberg 2011

In Nachbarschaft des Kinderspielplatzes, des Beachvolleyballplatz und der Riesenschaukel wurde ein 1800 m² großes Skate-Areal errichtet. Ursprünglich, während der WIG 1974 und in den Jahren danach, war dieses Gelände der sogenannte „Mond-Spielplatz“.

### Staudengarten
Der Staudengarten wurde erstmals anlässlich der WIG 1974 errichtet und im Jahr 2000 neu ausgestattet. Nun findet man dort mehr als 11.500 Stauden aus 90 verschiedenen Gattungen.

### Spielplatz
Der weitläufige Spielplatz bietet unter anderem die Möglichkeit einen Sandbagger zu betätigen, mit einem Kinderauto zu fahren, in einem Netz zu kullern, geneigte Brücken zu überfahren und selbst zu rutschen. Er wurde 2001 als erster barrierefreier Spielplatz eröffnet, um auch behinderten Kindern die Möglichkeit zu bieten, wie alle anderen spielen zu können.

### Streichelzoo
Der 2000 m² große Streichelzoo beherbergt Ziegen, Schafe, Gänse, Hühner, Pfaue und zahlreiche Tauben im Taubenschlag. Über einen niedrigen Zaun ist auch kleinen Kindern das Berühren und Streicheln der Tiere möglich.

## Galerie

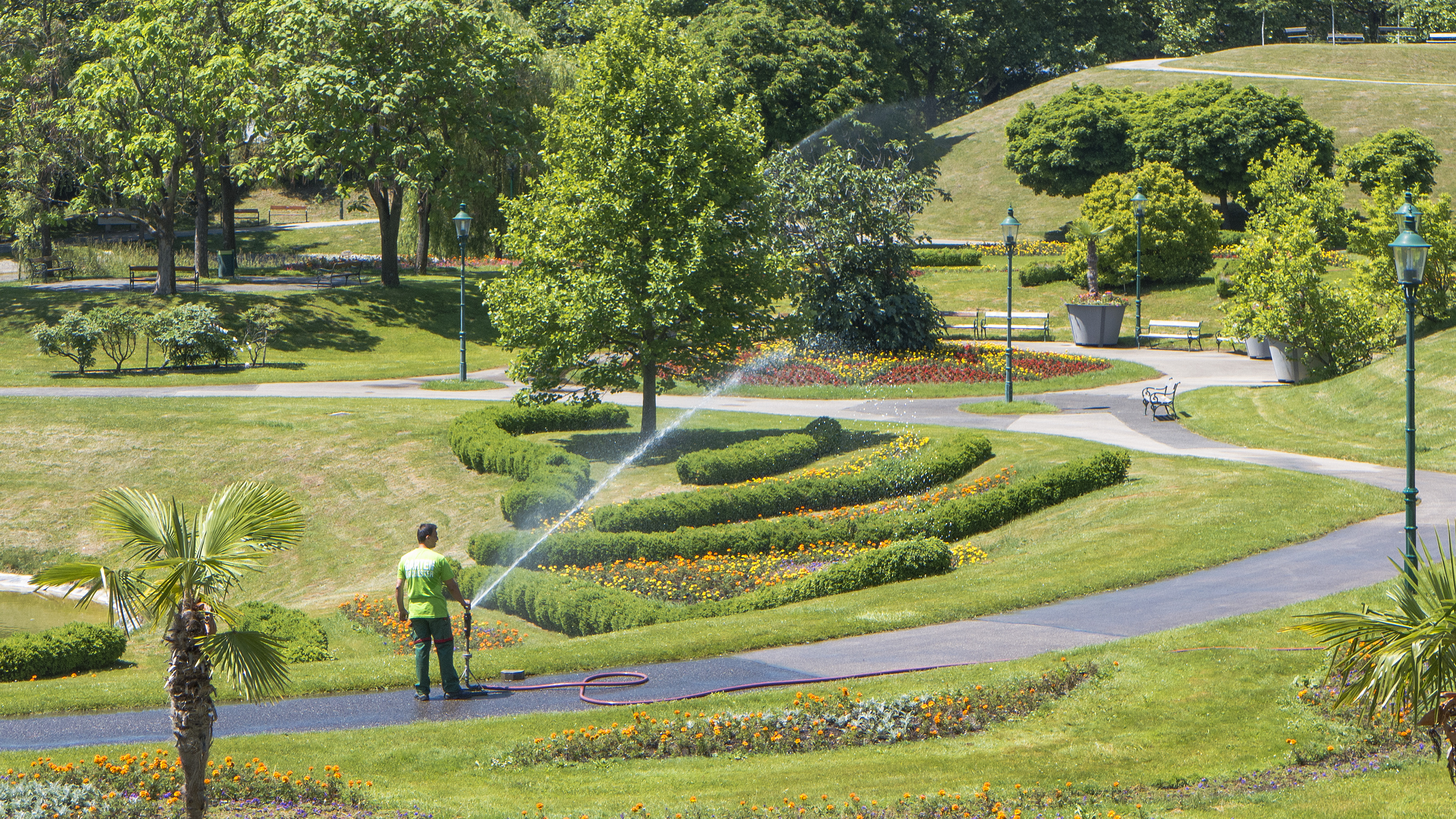
Kurgarten
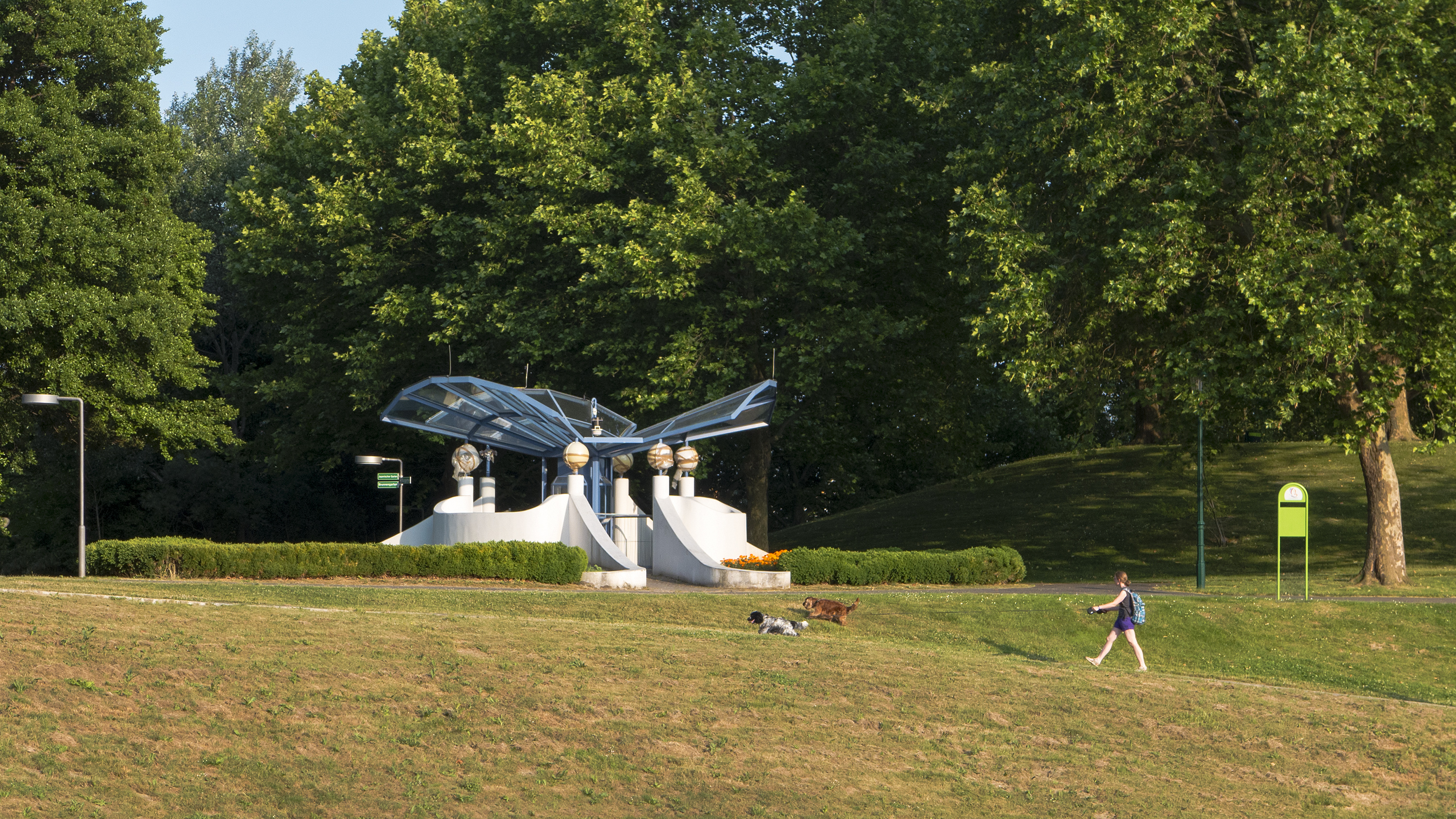
Wetterstation
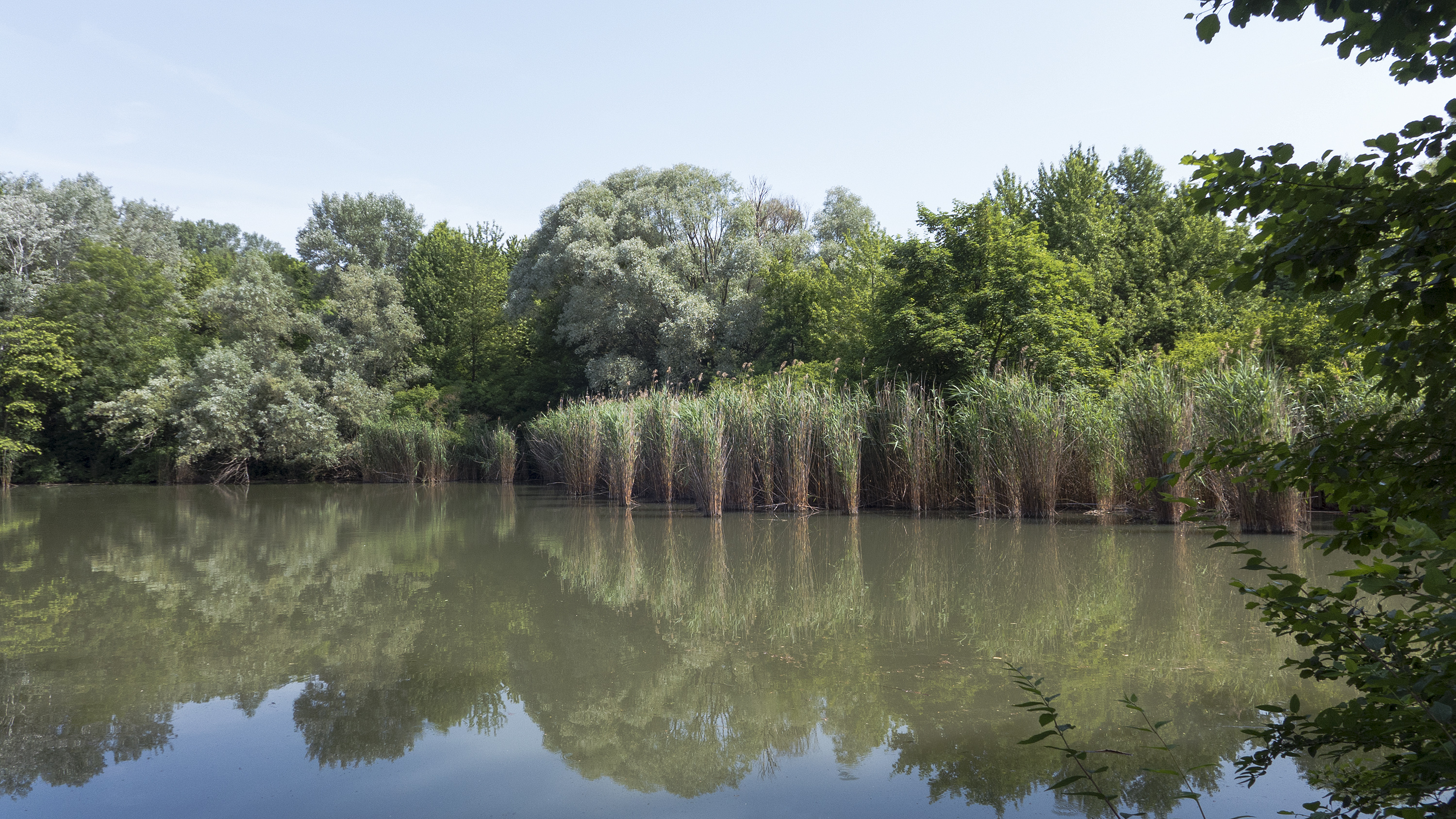
Schilfteich
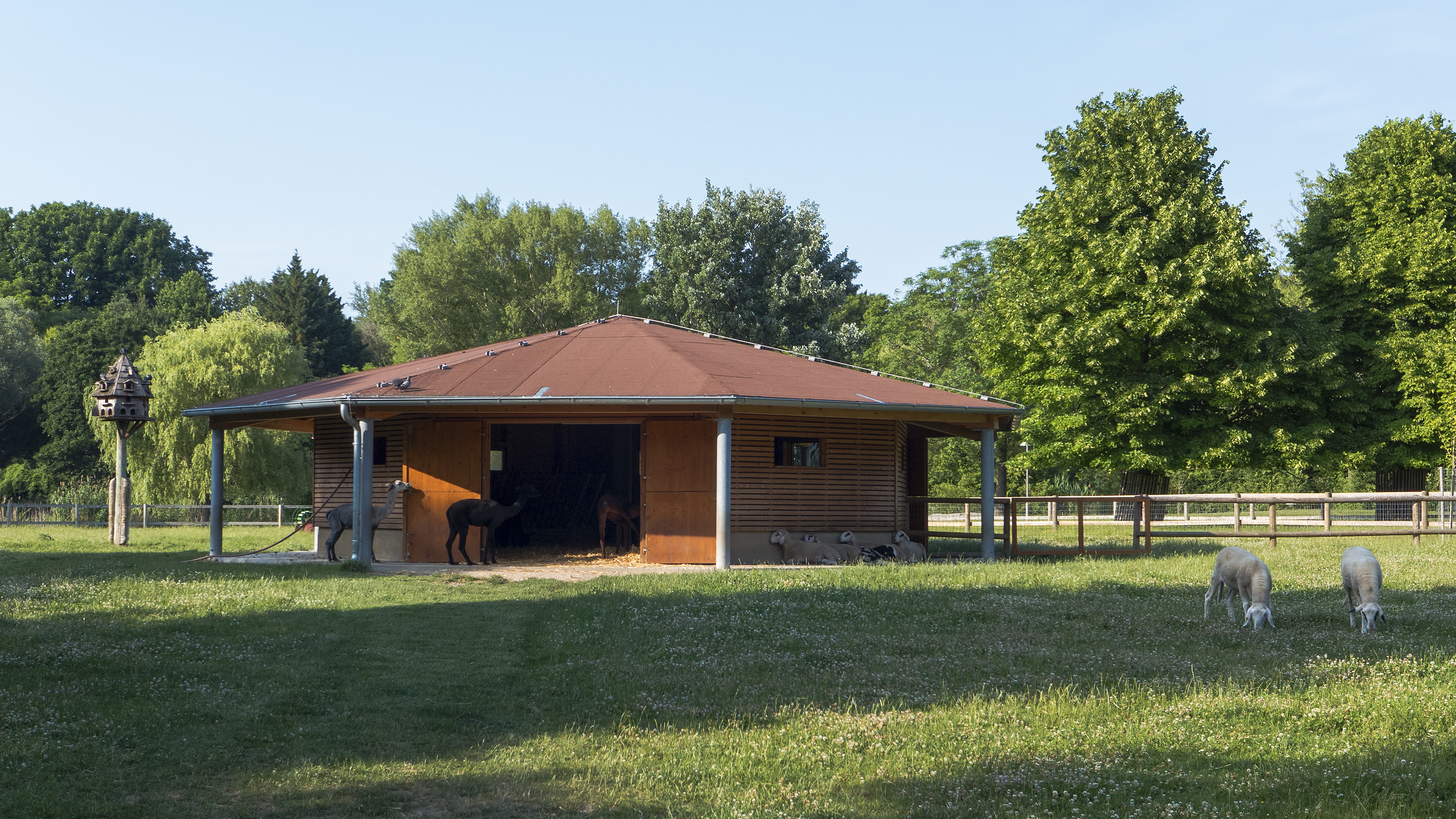
Streichelzoo
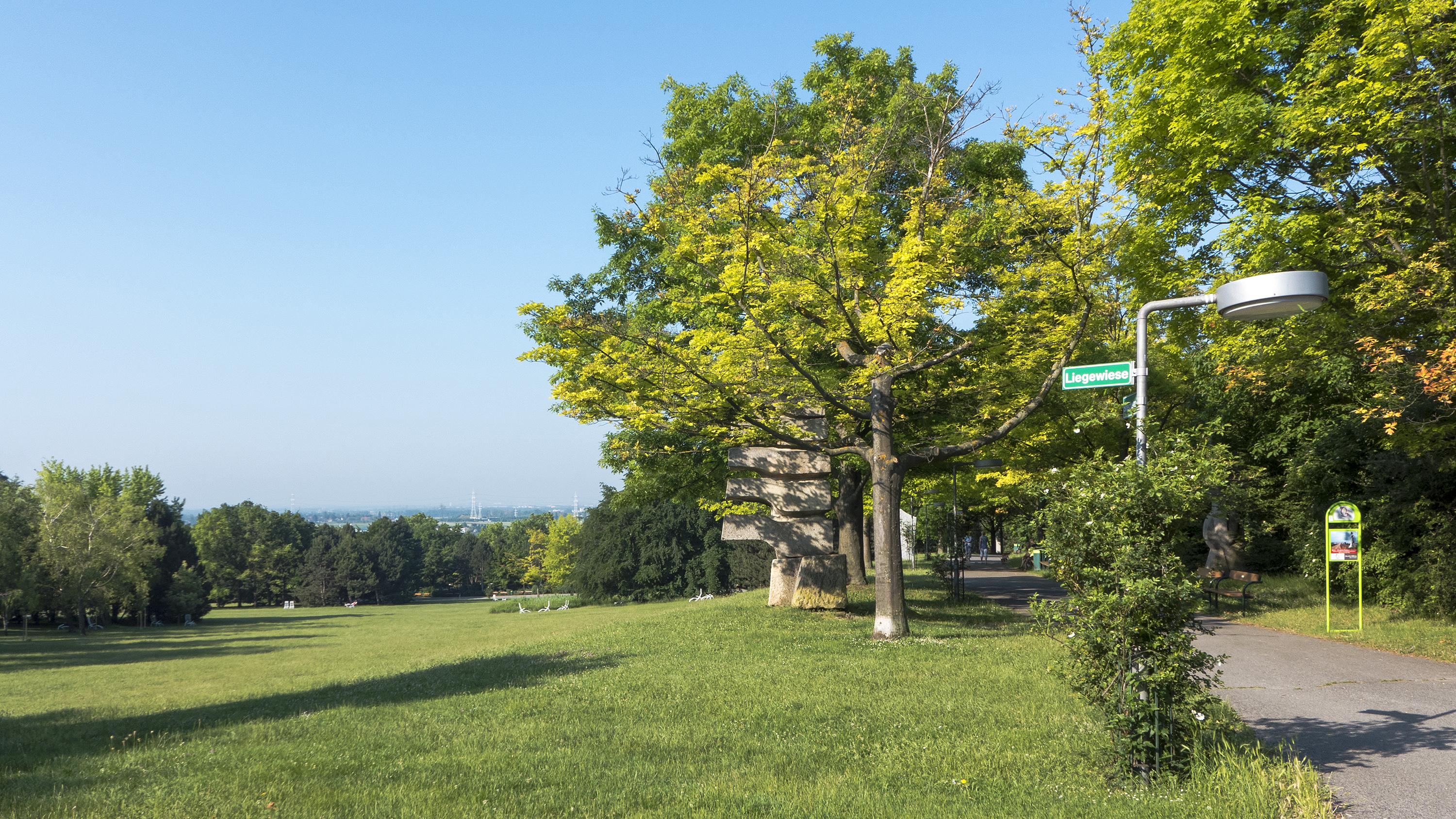
Liegewiese
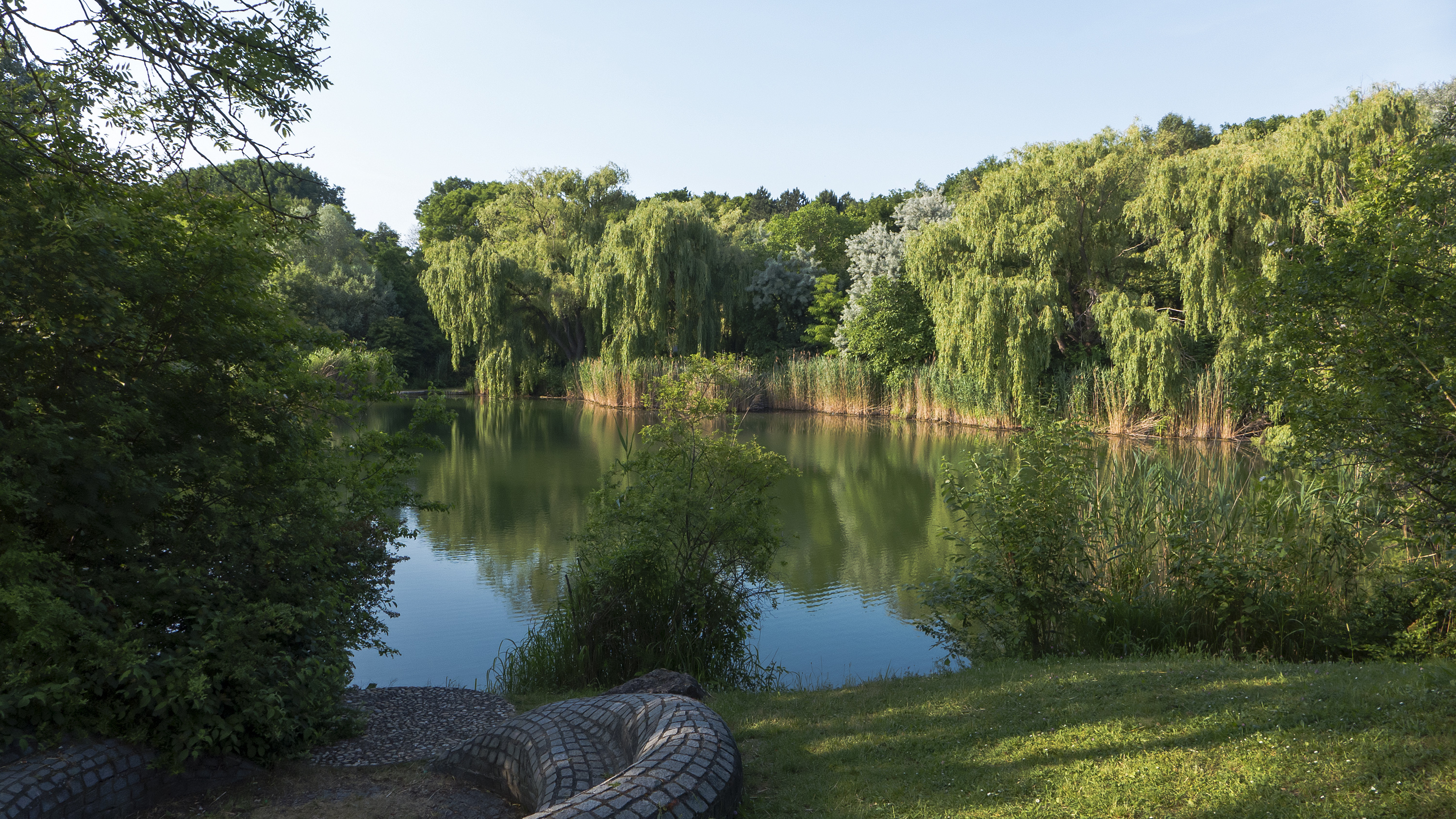
Gänseteich
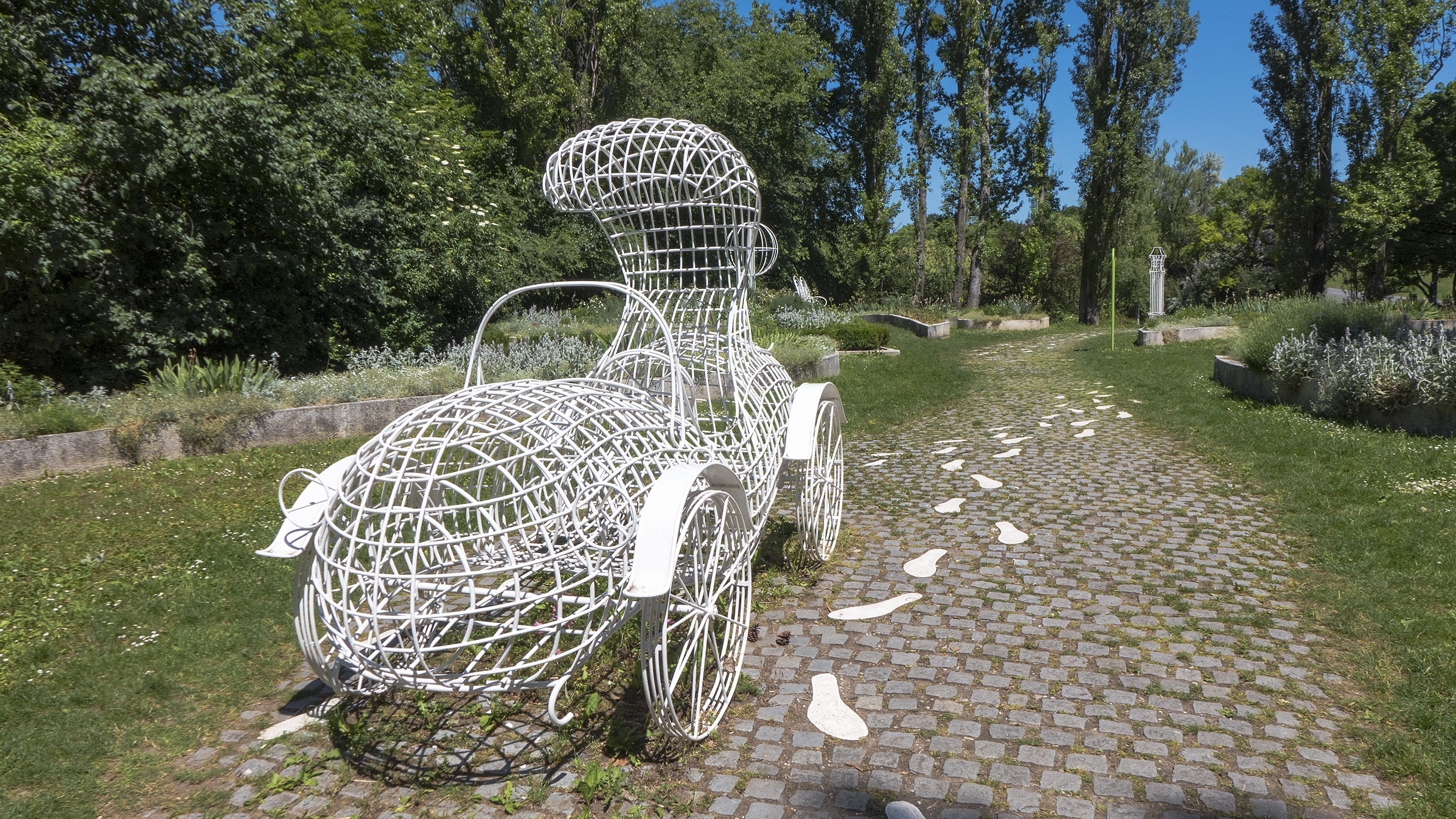
Liebesgarten
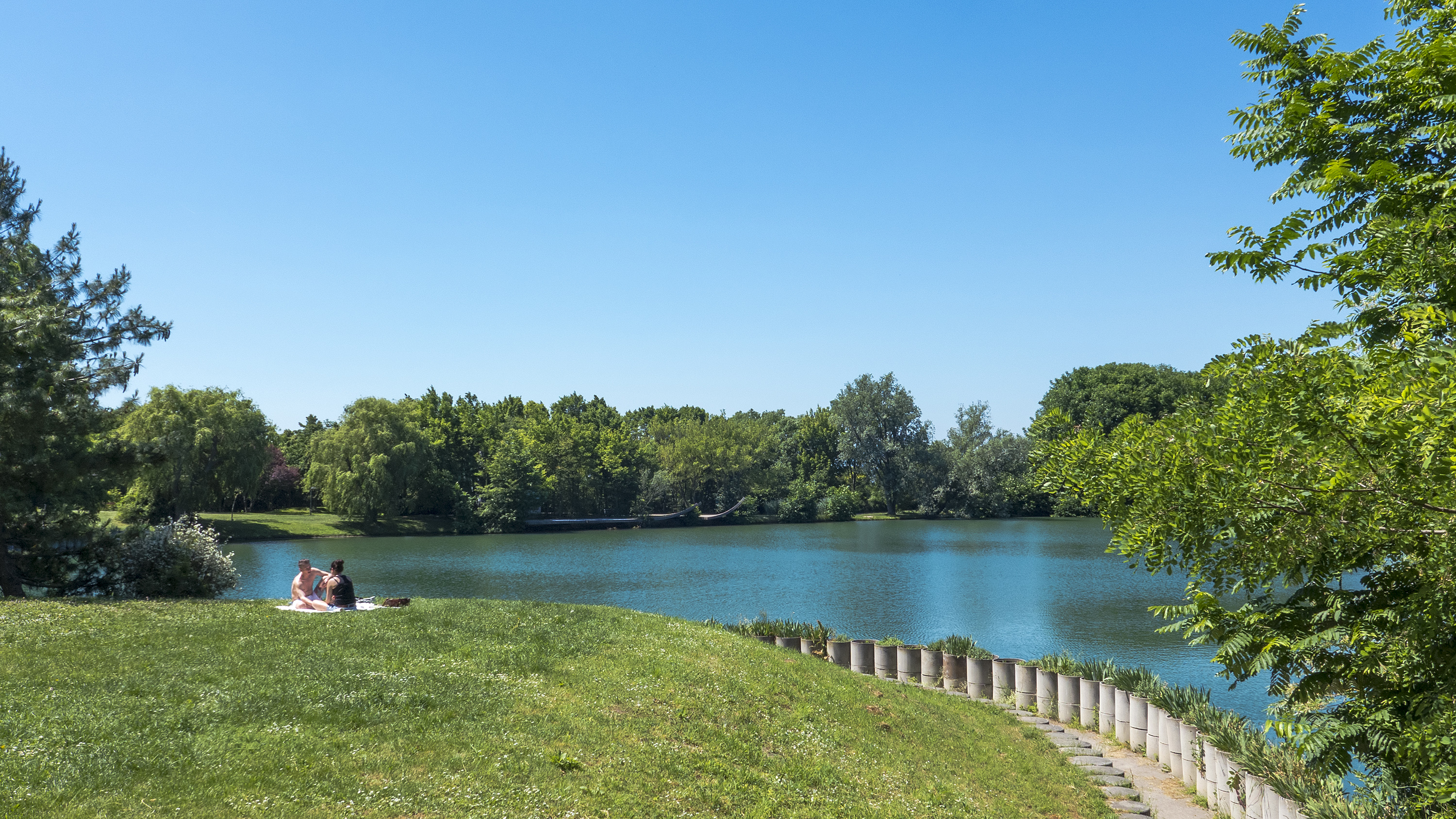
Schwanensee
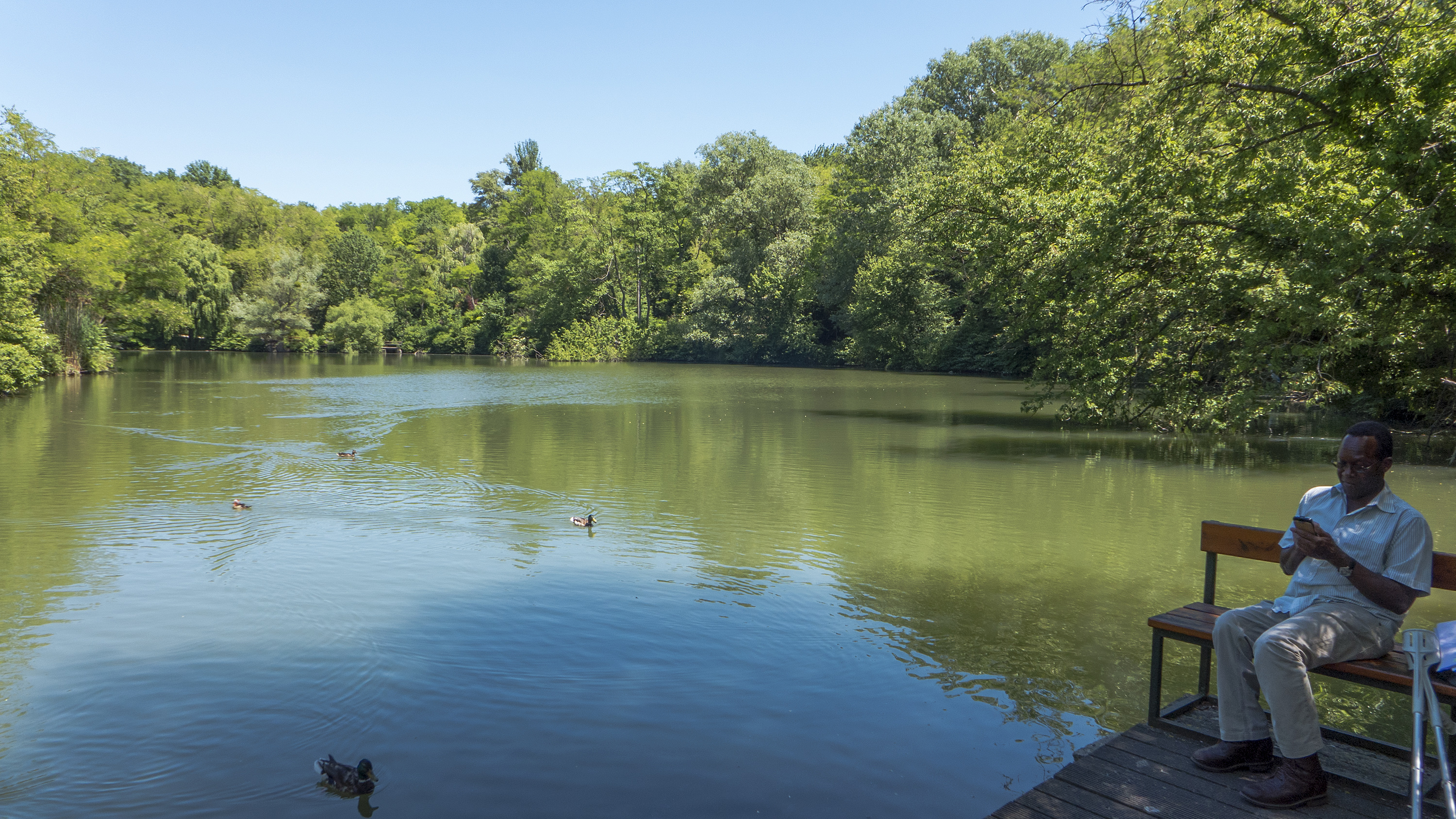
Filmteich
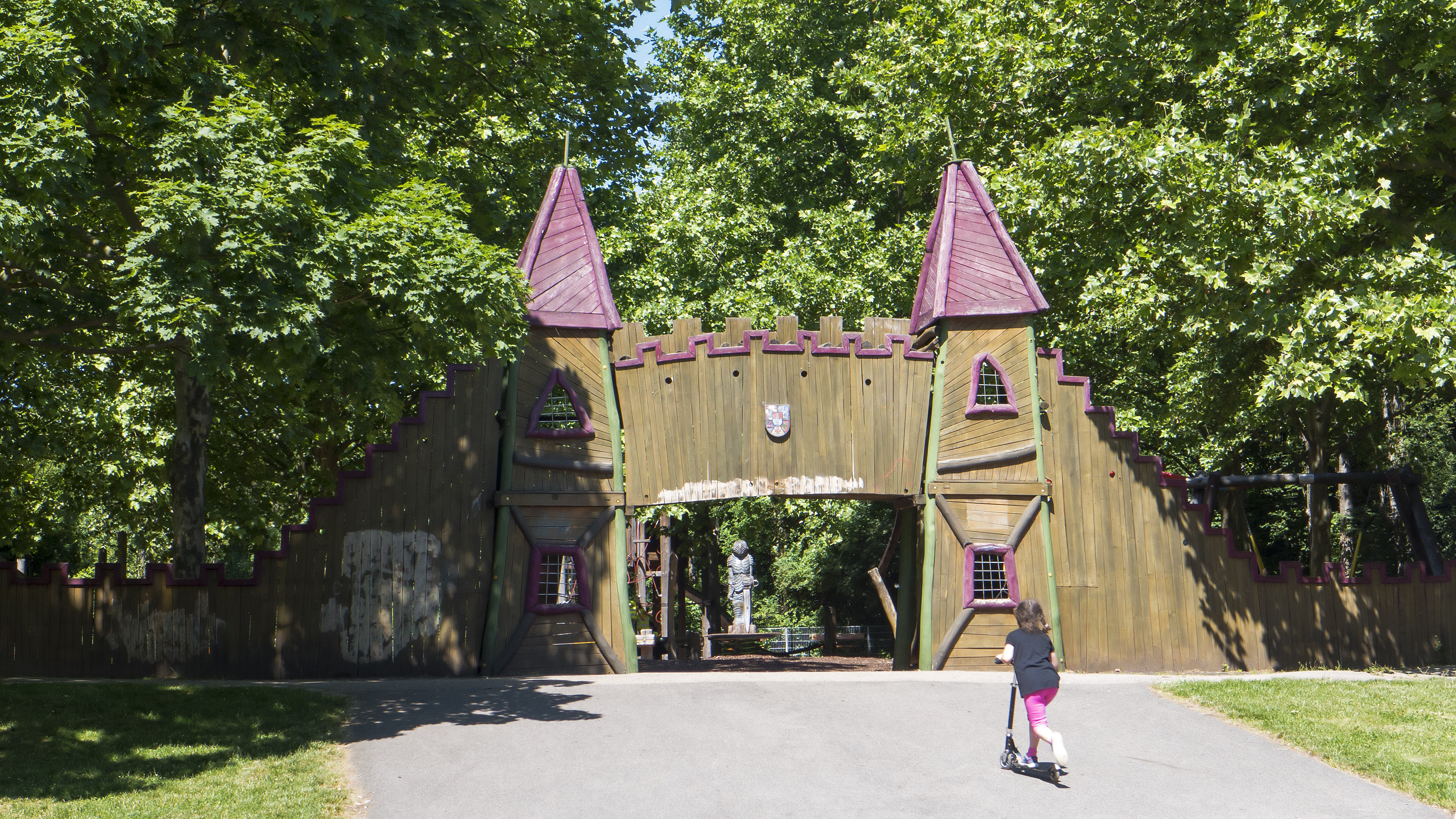
Spielplatz
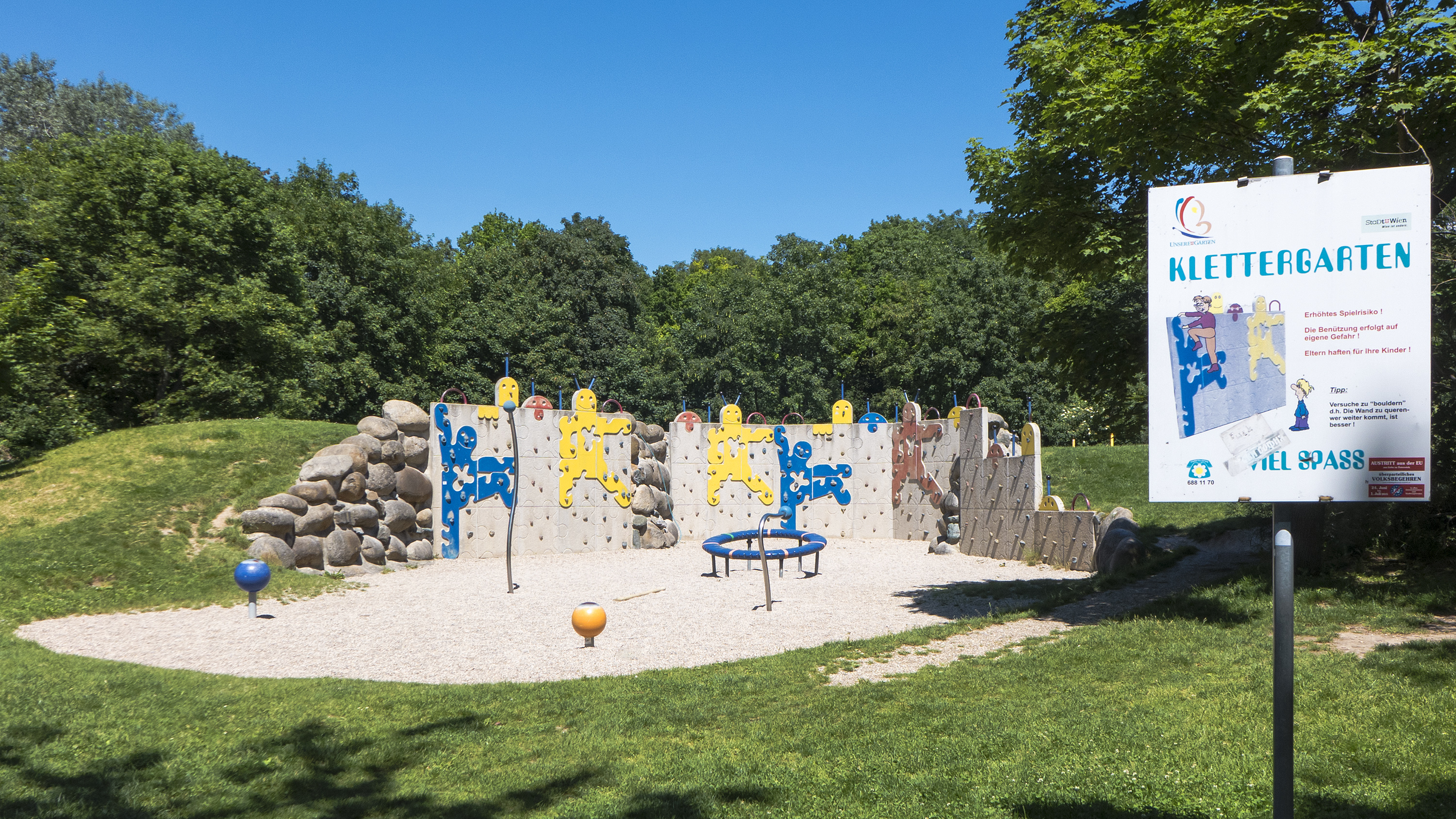
Klettergarten
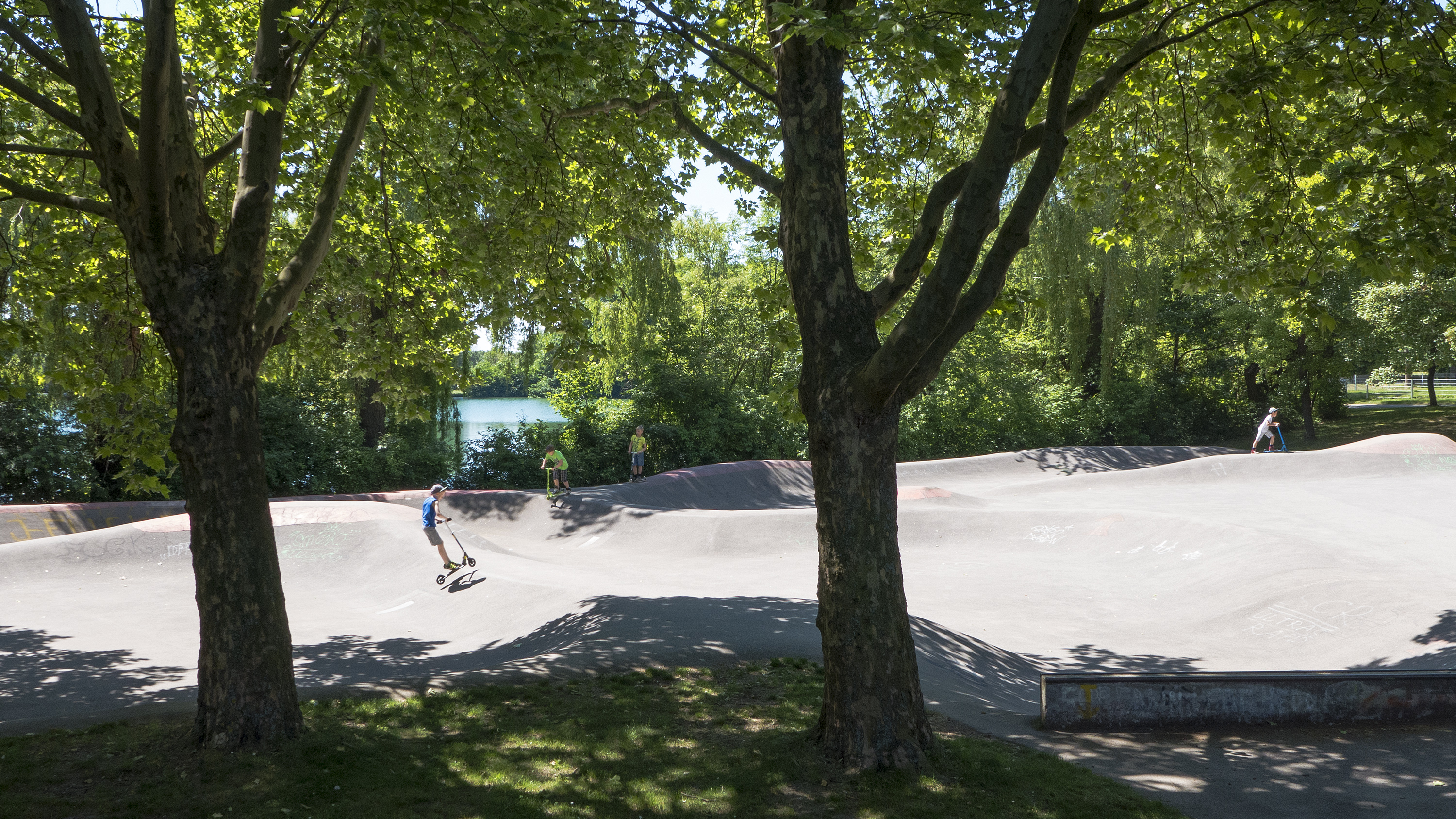
Skateland